# Église Sainte-Marguerite-de-Blairfindie
L'église Sainte-Marguerite-de-Blairfindie est un lieu de culte catholique situé à Saint-Jean-sur-Richelieu, province de Québec (Canada). Elle a été construite en 1800-1801 dans la plus ancienne paroisse du Haut-Richelieu fondée en 1782 et nommée Sainte Marguerite de Blairfindie. Ce bien est classé Immeuble patrimonial depuis le 3 janvier 1957, et l'église bénéficie d'une aire de protection depuis le 3 mai 1976.

## Sainte Marguerite de Blairfindie
L'évêque de Québec, Jean-Olivier Briand, nomme la nouvelle paroisse Sainte-Marguerite-de-Blairfindie en 1782. Il s'agit d'un nom composé du nom de la reine Sainte Marguerite d'Écosse et de Blairfindie, titre de noblesse du capitaine David Alexander Grant, du 84e régiment du roi. Le capitaine Grant est originaire d'Écosse,.

## Histoire
À sa fondation, la paroisse Sainte-Marguerite possède comme lieu de culte une salle servant de chapelle située dans les combles du presbytère. En 1795, les paroissiens trouvent l'endroit petit et songent à la construction d'une église. Le 28 mai 1795, le grand-vicaire Pierre Denaut recommande la construction d'une église de 120 pieds de long par 50 pieds de large et 22 pieds de hauteur dotée de deux chapelles. Malgré cet avis, la construction ne sera entreprise qu'en 1800.
Les artisans Jacques Odelin (maître-maçon), Michel Neveu et Jean Batiste Ménard (maîtres-menuisiers), Antoine Elie dit Breton (couvreur), François Garault dit St-Onge (maître-charpentier) et François Lécuyer (forgeron) sont les bâtisseurs de l'église. Le début des travaux est marqué par la bénédiction de la première pierre par l'abbé Louis-Amable Prévost. La nouvelle église de L'Acadie est livrée au culte le 23 décembre 1801.

## Architecture
L'église Sainte-Marguerite-de-Blairfindie adopte une architecture traditionnelle dont l'inspiration provient de l'époque de la Nouvelle-France. Le plan, en forme de croix latine, dérive du modèle de l'église des Jésuites de Québec. Depuis l'épiscopat de Mgr Briand, le clergé voit l'église en forme de croix comme une construction sûre dont l'abside en hémicycle et le transept servent de point d'appui au reste de l'œuvre.
La façade de l'église comporte deux portes latérales disposées de chaque côté du portail central. Celui-ci n'est pas orné de pilastres et d'un entablement, une nouveauté inspirée de l'architecture britannique. La façade montre aussi deux fenêtres, une niche pour la statue de Sainte-Marguerite d'Écosse et un oculus.
Le clocher est à double lanterne.

## Le décor intérieur
L'ensemble sculpté de l'église Sainte-Marguerite-de-Blairfindie est l’œuvre de Georges Finsterer et de son fils Louis-Daniel. 
La confection du maître-autel, une réalisation de Georges Finsterer, débute en 1800. L'autel est livré en 1802 alors que le tabernacle le sera en 1803. Cette œuvre s'inspire du maître-autel des Sœurs de la Charité de Montréal, une œuvre de Philippe Liébert. Par la suite le sculpteur réalise la chaire qui sera installée en 1804.
Louis-Daniel Finsterer réalise à partir des années 1810 la confection des autels latéraux. En 1816, il se voit confier la réparation de la voûte, œuvre de son père Georges Finsterer. Il réalise aussi la confection du retable du maître-autel entre 1816 et 1818. 
Georges Finsterer est originaire de l'Allemagne; il a quitté sa Bavière natale vers 1777. À cette époque, la décoration des églises de ce pays est de style pur baroque. Le décor de l'église Sainte-Marquerite-de-Blairfindie découle du style de l'atelier des Écores, mais la réalisation par les Finsterer père et fils est empreinte d'un style qui leur est propre à cause de leurs origines.  

## Le presbytère

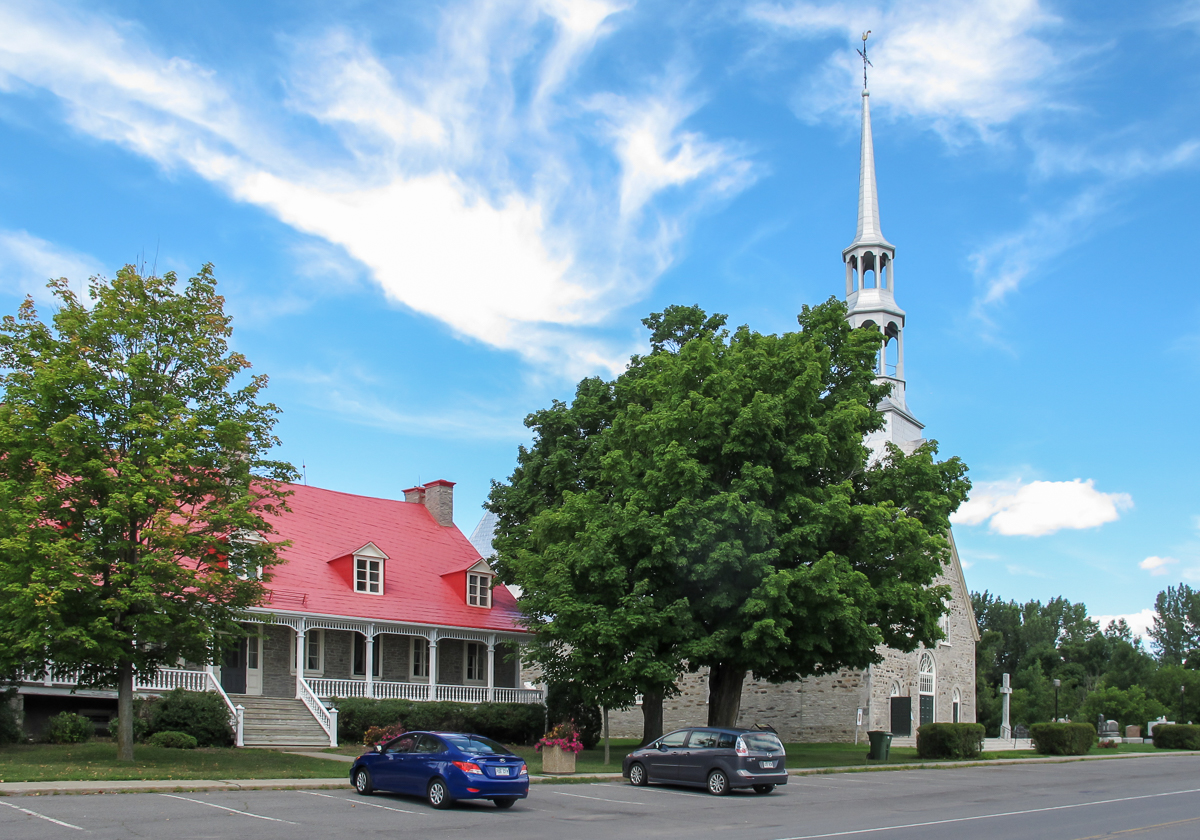
Presbytère et église Sainte Marguerite-de-Blairfindie

Le presbytère-chapelle construit en 1783 a subi des réparations entre 1807 et 1811. En 1821, d'autres réparations importantes sont nécessaires. Il est alors décidé de le démolir et d'en construire un nouveau. Jean-Baptiste Naulet, maître-menuisier en réalise la construction qui sera terminée en 1823.
Le nouveau presbytère mesure 74 pieds le long sur 40 pieds de profondeur. La hauteur est de 18 pieds hors de terre. L'architecture du presbytère de l'église Sainte-Marguerite-de-Blairfindie est de style néo-classique par le nombre élevé de fenêtres sur sa façade, quatre de chaque côté de l'entrée. Cinq lucarnes s'alignent sur le versant du toit (autant à l'arrière). Il prend des allures d'un manoir seigneurial.
La moitié du presbytère sert aux paroissiens. Au bas, il y a les sales des Habitants; celle des hommes est séparée de celle des femmes par une cloison. La salle du haut sert d'école pour les garçons et de lieu d'assemblée pour les autorités religieuses et civiles. La partie réservée au curé comptait trois grandes pièces et une cuisine construite en appentis. Quatre ou cinq chambres occupaient le haut de cette partie réservée au curé. 
En 1879, le curé Pierre Larsil Lapierre fait déménager l'école au village. Un aménagement fera disparaître la salle des Habitants et la cuisine en appentis. Le presbytère est alors mis à la disposition exclusive du curé.

## La maison du bedeau ou vieille école
La maison du bedeau ou vieille école est le dernier édifice historique de la fabrique de Sainte-Marguerite-de-Blairfindie.  
Comme mentionné plus haut, une partie du presbytère terminé en 1823 sert d'école pour les garçons. Or, cette partie du presbytère réservée aux habitants devait servir d'école mixte. Cependant Mgr Lartigue, l'évêque du diocèse, désapprouve les écoles mixtes. En 1823 il n'y aura donc qu'une école pour les garçons. 
En 1831, le curé Jean-Baptiste Paquin obtient l'autorisation de construire une école pour les filles. Selon le contrat, l'entrepreneur, François Paradis, doit ériger une bâtisse de 40 pieds de longueur sur 30 pieds de largeur. Le devis précise que le rez-de-chaussée est séparé en deux parties par une cloison. La partie est sert de salle de classe; l'autre partie est réservée au logement de la maîtresse. La maison est livrée le 29 septembre 1831. En 1879, le curé Pierre Larsil Lapierre acquiert des propriétés au village (L'Acadie) pour en faire don à la fabrique à la condition que l'école (l'instruction) se donne désormais dans ces bâtisses du village.  
L'ancienne maison d'école devenant disponible, elle est réaménagée pour loger les bedeaux ou sacristains qui l'occuperont pendant près d'un siècle. La maison du bedeau a été classée monument historique en 1964. Ce bâtiment traditionnel en pierre comporte des fenêtres plus grandes et plus nombreuses que l'architecture domestique de l'époque. 

## Valeur patrimoniale

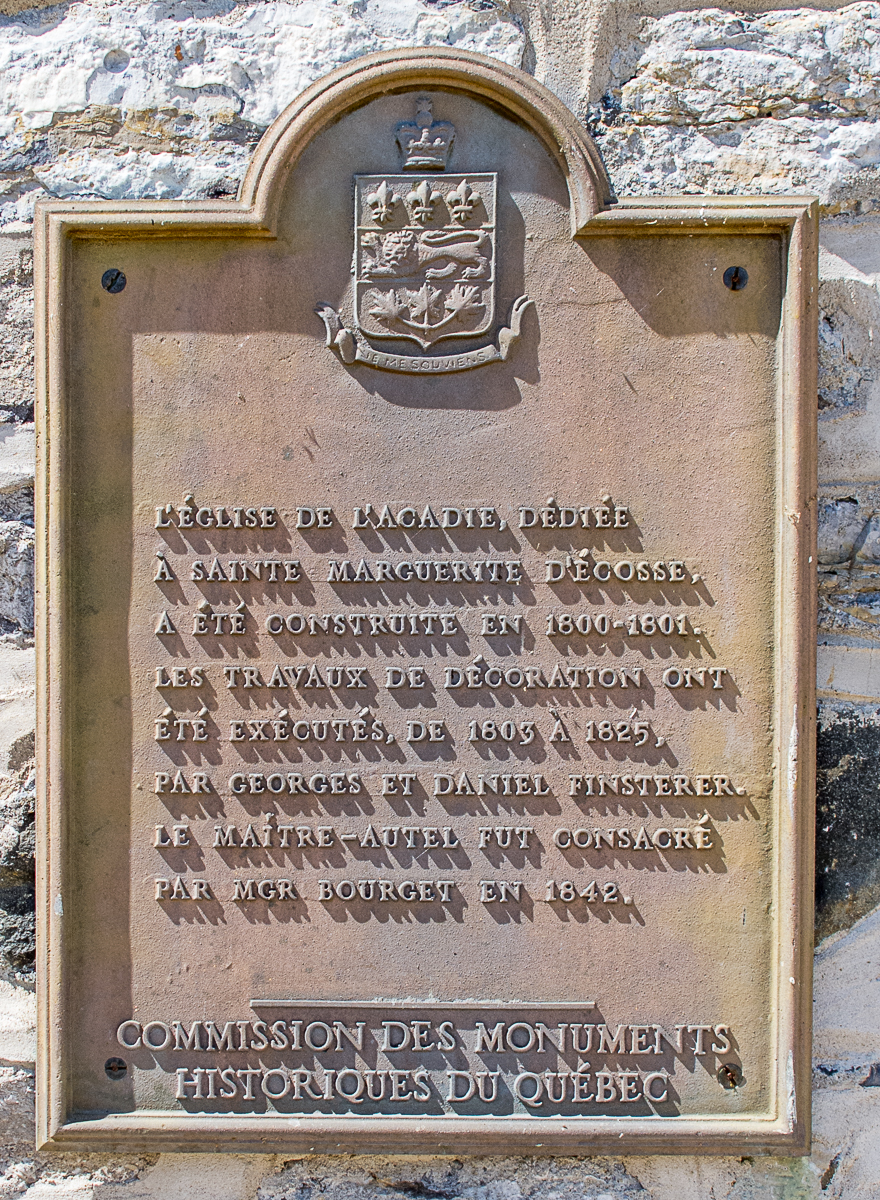
L'église Sainte-Marguerite-de-Blairfindie - Immeuble patrimonial

L'église Sainte-Marguerite-de-Blairfindie a été classée Immeuble patrimonial par le Ministre de la Culture et des Communications du Québec le 3 janvier 1957. Ce bien patrimonial est décrit dans le Répertoire du patrimoine culturel du Québec. On y lit que l'église « ...fait partie d'un ensemble religieux qui compte, outre le presbytère et le chemin couvert, l'école de fabrique et le cimetière. L'ensemble est isolé des habitations par sa situation sur une langue de terre boisée formée par un méandre la rivière L'Acadie ». 

La valeur patrimoniale de l'église Sainte-Marguerite-de-Blairfindie est décrite comme suit:  
« L'église Sainte-Marguerite-de-Blairfindie présente un intérêt patrimonial pour sa valeur architecturale. Le bâtiment, érigé en 1800 et 1801, illustre la persistance de l'architecture religieuse d'inspiration française au début du XIXe siècle. ... Les églises de cette époque reprennent le modèle répandu au XVIIIe siècle. Celle de Sainte-Marguerite-de-Blairfindie en témoigne par sa maçonnerie en moellons, son plan en croix latine, son toit aigu à deux versants légèrement retroussés et sa façade très simple surmontée d'un clocher sur le faîte...
L'église Sainte-Marguerite-de-Blairfindie présente aussi un intérêt patrimonial pour la valeur artistique lié à son décor. Cet espace reflète l'influence de la production ornemaniste de l'atelier des Écores dans la région de Montréal au début du XIXe siècle. Le décor architectural et le mobilier liturgique, entrepris en 1800 et terminés en 1822, ont été conçus par deux sculpteurs rattachés à cet atelier soit Georges Finsterer (1747-1839) et son fils Louis-Daniel (1791-1849). Œuvre majeure dans leur carrière, ils indiquent cette filiation par la composition des éléments en bois sculpté et par la facture chargée. Des tableaux complètent l'intérieur. Les toiles marouflées des murs de la nef sont réalisées par le peintre Yves Tessier (1800-1847) en 1826 et 1828. Copiées d'après des œuvres de maîtres, elles rappellent que le mimétisme est courant en peinture au XIXe siècle. ... Finalement, cette église est l'une des rares à toujours posséder des bancs à porte qui servaient jadis à conserver la chaleur procurée par des briques chaudes apportées par les fidèles. Par son décor élégant et soigné, elle illustre la maîtrise des artisans du XIXe siècle.
L'église Sainte-Marguerite-de-Blairfindie présente également un intérêt pour la valeur historique lié à son implantation. Le lieu de culte fait partie d'un ensemble religieux catholique remarquablement bien préservé. ... Située à l'écart, sur une langue de terre boisée formée par un méandre de rivière, l'église occupe un emplacement inusité, le lieu de culte formant normalement le noyau des villages québécois.»